# Bamrang
Bamrang (nep. बाम्राङ्ग) – gaun wikas samiti we wschodniej części Nepalu w strefie Sagarmatha w dystrykcie Khotang. Według nepalskiego spisu powszechnego z 2001 roku liczył on 597 gospodarstw domowych i 3120 mieszkańców (1640 kobiet i 1480 mężczyzn).